# 微暗喀蛛
微暗喀蛛（学名：Kaestneria pullata）为皿蛛科喀蛛属的动物。分布于欧洲以及中国大陆的内蒙古等地。该物种的模式产地在欧洲。